# Tetracotyle
Genre
Tetracotyle est un genre de trématodes de la famille des Diplostomidae.

## Taxinomie
Selon la classification de Hallan[réf. nécessaire], ce genre comprend les espèces suivantes :
- Tetracotyle aglandulata Baugh & Chakrabarti, 1977
- Tetracotyle ardea Matare, 1910
- Tetracotyle baughi Pandey, 1975
- Tetracotyle bufoi Agrawal, 1977
- Tetracotyle chauhani Dwivedi & Dwivedi, 1981
- Tetracotyle crystallina (Rudolphi, 1819)
- Tetracotyle cubanica Supryaga-Kosinova & Supryaga-Kosinova, 1974
- Tetracotyle echinata Diesing, 1858
- Tetracotyle fotedari Pandey & Tewari, 1983
- Tetracotyle glossogobii Chakrabarti, 1971
- Tetracotyle gyanpurensis Agrawal & Singh, 1980
- Tetracotyle kawi Pandey & Tyagi, 1987
- Tetracotyle lali Pandey, 1970
- Tetracotyle leucisei Sidorov, 1970
- Tetracotyle loricariae Szidat, 1969
- Tetracotyle lucknowensis Pandey, 1971
- Tetracotyle lymnaei Pandey & Agrawal, 1978
- Tetracotyle muscularis Chakrabarti, 1970
- Tetracotyle natricis Vojtek & Vojtkova, 1972
- Tetracotyle pandei Agrawal & Khan, 1982
- Tetracotyle ramalingi Agrawal & Khan, 1982
- Tetracotyle ranae Kaw, 1950
- Tetracotyle sanjivi Pandey & Tewari, 1983
- Tetracotyle simhai Pandey & Tewari, 1983
- Tetracotyle singhi Pandey, 1975
- Tetracotyle srivastavai Agrawal & Khan, 1982
- Tetracotyle szidati Chakrabarti & Baugh, 1970
- Tetracotyle tandoni Pandey, 1975
- Tetracotyle xenentodoni Chakrabarti, 1970